# Rhamphomyia sutibialis
Rhamphomyia sutibialis är en tvåvingeart som beskrevs av Frey 1950. Rhamphomyia sutibialis ingår i släktet Rhamphomyia och familjen dansflugor. Inga underarter finns listade i Catalogue of Life.